# کتاب‌شناسی ایرج افشار
کتاب‌شناسی ایرج افشار، شامل لیست، کتاب‌ها، مقاله‌ها، پژوهش‌ها و همچنین ترجمه‌های، ایرج افشار، کتاب‌شناس، ایران‌شناس، نسخه‌شناس، استاد دانشگاه و پایه‌گذار کتابخانۀ مرکزی دانشگاه تهران می‌باشد.

## کتاب‌های چاپ‌شده
کتاب‌های این جدول، شامل کتاب‌هایی است که ایرج افشار، تالیف یا تصحیح، تدوین، گردآوری، فهرست‌نگاری و بازخوانی کرده است.
| نام کتاب                                                                   | موضوع                      | سال انتشار | ناشر                                                       | توضیحات |
| -------------------------------------------------------------------------- | -------------------------- | ---------- | ---------------------------------------------------------- | --- |
| نثر فارسی معاصر                                                            | تاریخ-ادبیات               | ۱۳۳۰       | نشر کانون معرفت                                            | با مقدمه سعید نفیسی - تدوین ایرج افشار - منتخباتی از بهترین آثار مورخین و محققین نامی ایران، از صدر مشروطیت تا معاصر                                                 |
| حالات و سخنان شیخ ابوسعید ابوالخیر میهنی                                   |                            | ۱۳۳۱       | .                                                          | متن بازمانده از قرن ششم هجری، اثر یکی از احفاد شیخ - به کوشش ایرج افشار                                                                                              |
| سمریه                                                                      | .                          | ۱۳۳۱       | انتشارات فرهنگ ایران زمین                                  | تالیف ابوطاهر سمرقندی- به کوشش ایرج افشار |
| قندیه (در بیان مزارات سمرقند)                                              | زبان و فرهنگ ایران         | ۱۳۳۲       | کتاب‌خانه طهوری                                             | به کوشش ایرج افشار |
| رساله ماده‌الحیوه (در آشپزی)                                                |                            | ۱۳۳۲       |                                                            | به کوشش ایرج افشار |
| یادداشت‌های محمد قزوینی                                                     |                            | ۱۳۳۲       |                                                            | به کوشش |
| فردوس‌ المرشدیه فی اسرار الصمدیه                                            |                            | ۱۳۳۳       | کتاب‌خانه دانش                                              | تالیف محمود بن عثمان - سیرت نامه شیخ ابوالسحق کازرونی به کوشش ایرج افشار- در چاپ دوم به انضمام (انوارالمرشدیه و اسرارالصمدیه)                                        |
| کتاب‌شناسی ایران                                                            | کتاب‌شناسی                  | ۱۳۳۵       | انتشارات ابن سینا                                          | با مقدمه محسن صبا - به کوشش ایرج افشار |
| تاریخ کاشان: مرآه القاسان                                                  |                            | ۱۳۳۵       |                                                            | به کوشش ایرج افشار |
| عالم‌آرای عباسی                                                             |                            | ۱۳۳۵       |                                                            | به کوشش |
| عرض سپاه اوزون حسن                                                         |                            | ۱۳۳۵       |                                                            | به کوشش |
| آغاز و انجام                                                               | کتاب‌شناسی                  | ۱۳۳۵       | انتشارات دانشگاه تهران                                     | تذکره - تالیف خواجه نصیرالدین توسی - به کوشش ایرج افشار |
| کتاب‌شناسی فهرست‌های نسحه‌های خطی فارسی در کتاب‌خانه‌های دنیا                   | کتاب‌شناسی                  | ۱۳۳۷       | انتشارات دانشگاه تهران                                     | |
| بیان الصناعات                                                              |                            | ۱۳۳۷       |                                                            | |
| تاریخ یزد                                                                  |                            | ۱۳۳۸       |                                                            | |
| فهرست مقالات فارسی (جلد اول)                                               | فهرست‌نگاری-مقاله‌شناسی      | ۱۳۳۸       | شرکت انتشارات علمی و فرهنگی                                | فهرست موضوعی تحقیقات و مطالعات ایران‌شناسی به زبان فارسی که در نشریات ادواری چاپ ایران و ممالک دیگر تا پایان سال ۱۳۳۸ شمسی چاپ شده‌است.                                |
| تاریخ کبیر                                                                 |                            | ۱۳۳۹       |                                                            | |
| رساله موقوفات یزد                                                          |                            | ۱۳۳۹       |                                                            | |
| مسالک‌الممالک                                                               | جغرافیای تاریخی            | ۱۳۴۰       | بنگاه ترجمه و نشر کتاب                                     | ترجمه فارسی مسالک و ممالک از قرن ۶ هجری به اهتمام ایرج افشار-زیرنظر احسان یارشاطر                                                                                    |
| جامع مفیدی (جلد سوم)                                                       | تاریخ                      | ۱۳۴۰       | انتشارات کتاب‌فروشی اسدی                                    | تالیف محمدمفید مستوفی بافقی-به کوشش ایرج افشار |
| میرزا تقی‌خان امیرکبیر                                                      | تاریخ                      | ۱۳۴۰       | انتشارات دانشگاه تهران                                     | تالیف عباس اقبال آشتیانی-به کوشش ایرج افشار |
| جامع‌الخیرات                                                                | .                          | ۱۳۴۱       | انتشارات فرهنگ ایران زمین                                  | وقف‌نامه سید رکن‌الدین حسینی یزدی(قرون هفتم و هشتم هجری) به کوشش محمدتقی دانش‎‌پژوه و ایرج افشار                                                                         |
| مجموعه اسناد و مدارک چاپ نشده درباره سیدجمال‌الدین مشهور به افغانی          | اسناد تاریخی               | ۱۳۴۱       | انتشارات دانشگاه تهران                                     | جمعآوری و تنظیم ایرج افشار و اصغر مهدوی |
| سرگذشت سیف‌الدین باخرزی                                                     |                            | ۱۳۴۱       | انتشارات دانشگاه تهران                                     | به انضمام شمه‌ای از مقامات و افکار او منقول از اورادالاحباب تالیف ابوالمفاخر یحیی باخرزی - به قلم ایرج افشار                                                          |
| پندنامه                                                                    |                            | ۱۳۴۱       |                                                            | |
| یادگار زندگی                                                               |                            | ۱۳۴۱       |                                                            | |
| کتابشناسی ده‌سالهٔ کتابهای ایران (۱۳۳۳−۱۳۴۲)                                 | کتاب‌شناسی                  | ۱۳۴۶       | انجمن کتاب                                                 | با هم‌کاری حسین بنی‌آدم |
| فهرست نامه کتاب‌شناسی‌های ایران(شماره اول)                                   | ایران‌شناسی                 | ۱۳۴۲       | دانشکده ادبیات دانشگاه تهران                               | |
| ابراهیم جان معطر                                                           | زندگی‌نامه                  | ۱۳۴۲       | -                                                          | شرح احوال میرزا محمدباقر بواناتی-مستخرج از مجله ادبیات دانشکده ادبیات(جلد یازدهم)-به کوشش ایرج افشار                                                                 |
| ایران‌شهر                                                                   |                            | ۱۳۴۲       |                                                            | |
| اسکندرنامه                                                                 | .                          | ۱۳۴۳       | بنگاه ترجمه و نشر کتاب                                     | روایت فارسی کالیستنس دروغین - به اهتمام ایرج افشار |
| کتاب‌های ایران                                                              | کتاب‌شناسی                  | ۱۳۴۳       | انجمن کتاب                                                 | با هم‌کاری حسین بنی‌آدم |
| تاریخ مختصر اصفهان                                                         |                            | ۱۳۴۳       |                                                            | |
| کتاب‌خانه‌های ایران(و مقدمه‌ای درباره کتاب‌خانه‌های قدیم)                       | تاریخ                      | ۱۳۴۴       | انتشارات اداره کل نگارش وزارت آموزش و پرورش                | |
| سیر کتاب در ایران                                                          | کتاب‌شناسی                  | ۱۳۴۴       | انتشارات امیرکبیر                                          | نویسنده ایرج افشار |
| ذخیره خوارزمشاهی                                                           | .                          | ۱۳۴۴       | انتشارات انجمن آثار ملی                                    | تالیف اسمعیل‌ بن حسن الحسینی الجرجانی به کوشش ایرج افشار و محمدتقی دانش‎‌پژوه                                                                                           |
| تذکره جلالی                                                                | .                          | ۱۳۴۴       |                                                            | به کوشش ایرج افشار |
| سفرنامه سیستان و خراسان                                                    | .                          | ۱۳۴۴       |                                                            | |
| قواعد ضرب و قسمت و طریق تقسیم آب هرات                                      | .                          | ۱۳۴۴       |                                                            | |
| کارنامه اوقاف                                                              | .                          | ۱۳۴۴       |                                                            | |
| سواد وبیاض                                                                 | .                          | ۱۳۴۴       |                                                            | |
| التجیر فی علم التعبیر                                                      | .                          |            | انتشارات بنیاد فرهنگ ایران                                 | ظاهرا تالیف محمدبن عمر رازی - به اهتمام ایرج افشار |
| چهار مقاله                                                                 | .                          |            |                                                            | به کوشش ایرج افشار |
| فهرست مقالات حقوقی (تا آخر سال ۱۳۴۵)                                       | فهرست‌نگاری-مقاله‌شناسی      | ۱۳۴۵       |                                                            | با هم‌کاری یوسف موسی‌زاده فصیح و ابراهیم صمدانی |
| تاریخ جدید یزد                                                             | کتاب‌شناسی                  | ۱۳۴۵       | امیر کبیر                                                  | مولف، احمدبن حسین‌بن علی‌کاتب - به کوشش ایرج افشار |
| عرائس الجواهر و نفائس الاطایب                                              |                            |            |                                                            | به کوشش ایرج افشار |
| اوراد الاحباب و فصوص الآداب                                                | .                          | ۱۳۴۵       | .                                                          | جلد دوم-فصوص الآداب-تلیف ابوالمفاخر یحیی باخرزی به کوشش ایرج افشار                                                                                                   |
| رمز الریاحین                                                               |                            | ۱۳۴۵       |                                                            | به کوشش ایرج افشار |
| فهرست کتاب‌های فارسی چاپی کتابخانه وایدنر (دانشگاه هاروارد)                 |                            | ۱۳۴۵       |                                                            | به کوشش ایرج افشار |
| روزنامه خاطرات اعتمادالسلطنه                                               |                            | ۱۳۴۵       |                                                            | از روی یگانه ئنسخه موجود در کتاب‌خانه آستان قدس با مقدمه و فهارس از ایرج افشار                                                                                        |
| خوابگزاری                                                                  |                            | ۱۳۴۶       |                                                            | به کوشش ایرج افشار |
| فرخ‌نامه                                                                    | .                          | ۱۳۴۶       | .                                                          | دایره‌المعارف علوم و فنون و عقاید-تالیف ابوبکر مظهرجمالی‌یزدی در ۵۸۰ هجری به کوشش ایرج افشار                                                                           |
| انیس العاشقین                                                              |                            | ۱۳۴۶       |                                                            | به کوشش ایرج افشار |
| سوانح فی العشق                                                             |                            | ۱۳۴۶       |                                                            | |
| شرایط مریدی                                                                |                            | ۱۳۴۶       |                                                            | |
| فصل در عرفان                                                               |                            | ۱۳۴۶       |                                                            | |
| گزیده، چار تخت                                                             |                            | ۱۳۴۷       |                                                            | |
| سفرنامه کلنل لوات                                                          |                            | ۱۳۴۷       |                                                            | به کوشش ایرج افشار |
| سفرنامه نظام‌الملک از تهران به شیراز                                        |                            | ۱۳۴۷       |                                                            | |
| کمانداری                                                                   |                            | ۱۳۴۷       |                                                            | |
| گلزار سعادت                                                                |                            | ۱۳۴۷       |                                                            | |
| کتاب‌شناسی فردوسی                                                           | کتاب‌شناسی                  | ۱۳۴۷       | انتشارات انجمن آثار ملی                                    | فهرست آثار و تحقیقات درباره فردوسی و شاهنامه - تدوین ایرج افشار |
| یادگارهای یزد                                                              | کتاب‌شناسی                  | ۱۳۴۷       | انتشارات انجمن آثار ملی                                    | |
| اصطلاحات الصوفیه                                                           |                            | ۱۳۴۹       |                                                            | به کوشش ایرج افشار |
| اوقاف رشیدی در یزد                                                         |                            | ۱۳۴۹       |                                                            | |
| تحفه العشاق به ترکی                                                        |                            | ۱۳۴۹       |                                                            | |
| جلدسازی                                                                    |                            | ۱۳۴۹       |                                                            | |
| قصه‌ای از اسکندر                                                            |                            | ۱۳۴۹       |                                                            | |
| یادنامه تقی‌زاده                                                            |                            | ۱۳۴۹       |                                                            | |
| سرگذشت محمدحسن ملک‌الحکما                                                   |                            | ۱۳۴۹       |                                                            | |
| فردوسی و شاهنامه او                                                        |                            | ۱۳۴۹       |                                                            | |
| یادنامه فردوسی                                                             |                            | ۱۳۴۹       |                                                            | |
| کتاب‌داری (دفتر نخستین)                                                     | کتاب‌داری                   | .          | انتشارات دانشگاه تهران                                     | نشریه کتاب‌خانه و مرکز اسناد دانشگاه تهران-زیر نظر ایرج افشار |
| روش اداره کتاب‌خانه کوچک                                                    | کتاب‌داری                   |            |                                                            | ایرج افشار |
| راهنمای تحقیقات ایرانی                                                     | ایران‌شناسی                 |            | .                                                          | گردآوری ایرج افشار |
| دیوان کهنه حافظ                                                            | متون و اسناد تاریخی        | ۱۳۴۸       | انتشارات فرهنگ ایران زمین                                  | از روی نسخه خطی نزدیک به زمان شاعر- به کوشش ایرج افشار |
| تحفه الفقرا                                                                | سفرنامه                    | ۱۳۴۸       | انتشارات فرهنگ ایران زمین                                  | سفرنامه آقامیرزا علی‌خان نایینی- به کوشش ایرج افشار |
| یادنامه مینورسکی                                                           | .                          | ۱۳۴۸       | انتشارات دانشگاه تهران                                     | شامل مقالات تحقیقی مربوط به مطالعات ایرانی - به کوشش ایرج افشار و مجتبی مینوی                                                                                        |
| استرآباد نامه                                                              | وقف‌نامه‌ها-متون قدیمی       | ۱۳۴۸       | انتشارات امیرکبیر                                          | به کوشش مسیح ذبیحی-با هم‌کاری ایرج افشار و محمدتقی دانش‎‌پژوه |
| دافع الغرور                                                                | .                          | ۱۳۴۹       | نشر خوارزمی                                                | تالیف عبدالعلی ادیب‌الملک، به کوشش ایرج افشار |
| مقالات تقی‌زاده                                                             | -                          | ۱۳۴۹       | ؟ - چاپ‌خانه بیست و پنجم شهریور                             | به کوشش ایرج افشار |
| سال‌شمار وقایع مشهد در قرن‌های پنجم تا سیزدهم                                | تاریخ                      |            | .                                                          | تالیف محمدتقی مدرس رضوی، به کوشش ایرج افشار |
| شاهنامه از خطی تا چاپی                                                     | متون ادبی تاریخی           |            | .                                                          | به کوشش ایرج افشار |
| معرفی نسخه اصل وقف‌نامه رشیدالدین فضل‌الله همدانی                            | .                          |            | .                                                          | ضمیمه شماره یک-سال پنجم مجله بررسی‌های تاریخی به کوشش ایرج افشار |
| تذکره انجمن ناصری به‌همراه تذکره مجدیه                                      | .                          |            | .                                                          | تالیف میزا ابراهیم‌خان مدایح نگارتفرشی با مقدمه ایرج افشار |
| رجال وزارت خارجه در عصر ناصری و مظفری                                      | سیاست-تاریخ                |            | .                                                          | از نوشته‌های میرزا مهدی‌خان ممتحن‌الدوله شقاقی و میرزا هاشم‌خان، با هم‌کاری حسینقلی‌خان شقاقی در بخش نخستین - به کوشش ایرج افشار                                           |
| آثار درویش محمد طبسی                                                       | .                          |            | انتشارات خانقاه نعمت‌اللهی                                  | نوشته میان سال‌های ۸۲۸-۸۴۲-به کوشش ایرج افشار و محمدتقی دانش‎‌پژوه |
| آزادی و سیاست عبدالرحیم طالبوف                                             | تاریخ-سیاست                | ۱۳۵۰       | انتشارات سحر                                               | به‌ کوشش ایرج افشار |
| خاطرات و اسناد ظهیرالدوله                                                  | اسناد تاریخی               | ۱۳۵۱       | شرکت سهامی کتاب‌های جیبی با هم‌کاری موسسه انتشارات فرانکلین  | به کوشش ایرج افشار |
| روزنامه اخبار مشروطیت و انقلاب ایران                                       | اسناد تاریخی               | ۱۳۵۱       | انتشارات امیرکبیر                                          | یادداشت‌های سیداحمد تفرشی‌حسینی، به‌ کوشش ایرج افشار |
| نامه‌های قزوینی به تقی‌زاده                                                  | اسناد تاریخی               | ۱۳۵۳       | انتشارات جاویدان                                           | به‌ کوشش ایرج افشار |
| نامه‌های ادوارد براون به سیدحسن تقی‌زاده                                     | اسناد تاریخی               | ۱۳۵۴       | شرکت سهامی کتاب‌های جیبی                                    | به‌ کوشش ایرج افشار و عباس زریاب خویی |
| انیس الناس                                                                 | -                          | ۱۳۵۶       | بنگاه ترجمه و نشر کتاب                                     | اثر شجاع - به کوشش ایرج افشار |
| خطای‌نامه                                                                   | -                          | ۱۳۵۷       | مرکز اسناد فرهنگی آسیا                                     | شرح مشاهدات سید علی‌اکبر خطائی در سرزمین چین، به پیوست سفرنامه غیاث‌الدین نقاش -مصحح ایرج افشار                                                                        |
| نامه‌های سیاسی دهخدا                                                        | اسناد تاریخی               | ۱۳۵۸       | انتشارات روزبهان                                           | به‌ کوشش ایرج افشار |
| صیدنه (۲جلدی)                                                              | .                          | ۱۳۵۸       | شرکت افست سهامی عام                                        | تالیف ابوریحان بیرونی - ترجمه فارسی قدیم از ابوبکربن‌علی‌بن عثمان کاسانی به کوشش ایرج افشار و منوچهر ستوده                                                             |
| اوراق تازه یاب مشروطیت و نقش تقی‌زاده                                       | .                          | ۱۳۵۹       | سازمان انتشارات جاویدان                                    | به کوشش ایرج افشار |
| یادداشت‌های تاریخی مستشارالدوله                                             | .                          | ۱۳۶۱       | انتشارات فردوس                                             | به کوشش ایرج افشار |
| سفرنامه فرخ‌خان امین‌الدوله                                                  | .                          | ۱۳۶۱       | انتشارات اساطیر                                            | مخزن الوقایع - به کوشش - و - زیرنظر ایرج افشار |
| چهل سال تاریخ ایران در دوره پادشاهی ناصرالدین‌شاه (جلداول)-المآثر و الآثار- | تاریخ                      | ۱۳۶۳       | انتشارات اساطیر                                            | تالیف محمدحسن خان اعتمادالسلطنه-به کوشش ایرج افشار |
| خاطرات و اسناد ناصر دفتر روایی                                             | تاریخ                      | ۱۳۶۳       | انتشارات فردوسی                                            | انقلاب مشروطیتة، نهضت جنگل، دوره ناامنی-وقایع سیاسی و اجتماعی خلخال به کوشش ایرج افشار و بهزاد رزاقی                                                                 |
| رجال عصر مشروطیت                                                           | اسناد تاریخی               | ۱۳۶۳       | انتشارات اساطیر                                            | نوشته سیدابوالحسن علوی، به کوشش نخستین حبیب یغمایی، بازخوانی و تجدید چاپ، به کوشش ایرج افشار                                                                         |
| دیوان وثوق                                                                 | متون ادبی                  | ۱۳۶۳       | .                                                          | به تصحیح و مقدمه ایرج افشار |
| گرگان‌نامه                                                                  | .                          | ۱۳۶۳       | انتشارات بابک                                              | گردآوری و تصحیح به کوشش مسیح ذبیحی - تجدید چاپ و بازخوانی و فهرست از ایرج افشار                                                                                      |
| خاطرات و اسناد مستشارالدوله                                                | .                          | ۱۳۶۷       | انتشارات طلایه                                             | به کوشش ایرج افشار |
| آثار و احیاء                                                               | کشاورزی                    | ۱۳۶۸       | موسسه مطالعات اسلامی دانشگاه مک‌گیل با هم‌کاری دانشگاه تهران | متن فارسی درباره فن کشاورزی از رشیدالدین فضل‌الله همدانی - به کوشش ایرج افشار و منوچهر ستوده                                                                          |
| مجموعه کمینه                                                               | نسخه‌شناسی-کتاب‌شناسی        | .          | .                                                          | مقاله‌هایی در نسخه‌شناسی و کتاب‌شناسی از ایرج افشار |
| قباله تاریخ                                                                | اسناد تاریخی               | ۱۳۶۸       | انتشارات طلایه                                             | نمونه‌هایی از اعلامیه‌ها، بیانیه‎‌ها، شب‌نامه‌ها، روزنامه‌ها و فوق‌العاده‌های دولتی، حزبی، سیاسی، بازرگانی، فرهنگی در دوره مشروطیت تا پایان سلطنت احمد شاه به کوشش ایرج افشار |
| فهرست مقالات فارسی در زمینه تحقیقات ایرانی                                 | فهرست‌نگاری                 | ۱۳۶۹       | انتشارات علمی و فرهنگی                                     | ۴ جلدی - به کوشش ایرج افشار |
| دو رساله عرفانی در عشق                                                     | عرفان                      | .          | .                                                          | تصنیف احمد غزالی و سیف‌الدین باخرزی به کوشش ایرج افشار |
| گزارش‌ها و نامه‌های دیوانی سیاسی نظامی-امیرنظام گروسی                        | اسناد تاریخی               | ۱۳۷۳       | بنیاد موقوفات دکتر محمود افشار                             | گردآوری ایرج افشار |
| خاطرات مهاجرت از دولت موقت کرمانشاه تا کمیته ملیون برلن                    | تاریخ                      |            | .                                                          | عبدالحسین شیبانی وحیدالملک - به کوشش ایرج افشار و کاوه بیات |
| قانون قزوینی-انتقاد اوضاع اجتماعی ایران دوره ناصری                         | تاریخ                      |            | .                                                          | محمدشفیع قزوینی - به کوشش ایرج افشار و کاوه بیات |
| عالم‌آرای شاه طهماسب                                                        | .                          | ۱۳۷۰       | انتشارات دنیای کتاب                                        | به کوشش ایرج افشار |
| خاطرات سردار اسعد بختیاری                                                  | .                          | ۱۳۷۲       | انتشارات اساطیر                                            | تالیف جعفر قلی‌خان امیربهادر - به کوشش ایرج افشار |
| مقاله‌ها و رساله‌ها                                                          | .                          | ۱۳۷۳       | بنیاد موقوفات دکتر محمود افشار                             | نوشته غلامرضا رشید یاسمی-گردآوری ایرج افشار با هم‌کاری محمدرسول دریاگشت                                                                                               |
| روزنامه خاطرات بصیرالملک شیبانی                                            | .                          | ۱۳۷۴       | انتشارات دنیای کتاب                                        | به کوشش ایرج افشار و محمدرسول دریاگشت |
| آشپزی دوره صفوی                                                            | تاریخ                      |            | .                                                          | متن دو رساله از آن دوره، به کوشش ایرج افشار |
| نامه‌های دوستان                                                             | .                          | ۱۳۷۵       | .                                                          | گردآوری محمود افشار به کوشش ایرج افشار |
| المختارات من الرسائل                                                       | .                          | ۱۳۷۸       | .                                                          | کتابت سال ۶۹۳ قمری-دربرگیرنده رساله فراق نامه، ۴۷۹ فرمان و حکم و نامه و داستان پیل و چکاد-به کوشش ایرج افشار و غلام‌رضا طاهر، با بهره‌وری از ۳ فهرست مریم میرشمسی      |
| روزنامه خاطرات امین‌لشکر                                                    | .                          | ۱۳۷۸       | انتشارات اساطیر                                            | تالیف میرزا قهرمان امین‌لشکر-به اهتمام ایرج افشار |
| خاطرات سید محمدعلی جمال‌زاده                                                | تاریخ                      | ۱۳۷۸       | انتشارات سخن                                               | به کوشش ایرج افشار و علی دهباشی |
| نامه‌های تهران                                                              | اسناد تاریخی               | ۱۳۷۹       | انتشارات فرزان روز                                         | شامل ۱۵۴ نامه از رجال دوران به سیدحسن تقی‌زاده-به اهتمام ایرج افشار                                                                                                   |
| مجمل الاقوال فی الحکم و الامثال                                            | .                          | ۱۳۸۱       | .                                                          | تالیف احمدبن احمدبن احمد دمانیسی سیواسی در سال ۶۹۳ قمری، به خط مولف کتاب، نسخه برگردان‌ها ایرج افشار و محمود امیدسالار                                                |
| هزار حکایات صوفیان و...                                                    | .                          | ۱۳۸۲       | .                                                          | از نویسنده ناشناخته، نسخه مورخ ۸۸۳ قمری و به چندین خط، نسخه برگردان‌ها ایرج افشار و محمود امیدسالار                                                                   |
| جنگ مرتضی قلی شاملو                                                        | نسخه‌شناسی-فهرست‌نگاری-تاریخ | ۱۳۸۲       | انتشارات دائرةالمعارف بزرگ اسلامی                          | گردآوری در سال ۱۰۶۹ قمری، چاپ نسخه برگردان از روی نسخه خطی شماره ۱۵۰۰ کتاب‌خانه مرکز دائرةالمعارف بزرگ اسلامی-نسخه‌شناسی و فهرست‌نگاری از ایرج افشار و احمد منزوی       |
| مسافرت نامه کرمان و بلوچستان                                               | تاریخ                      | ۱۳۸۳       | انتشارات اساطیر                                            | نوشته عبدالحسین میرزا فرمانفرما - به کوشش ایرج افشار- از روی نسخه خطی Mixt 853 در کتاب‌خانه ملی اتریش-                                                                |
| گلگشت در وطن                                                               | سفرنامه                    | ۱۳۸۴       | انتشارات اختران                                            | |
| پژوهش‌های ایران‌شناسی (نام‌واره دکتر محمود افشار) ۲۲ جلد                      | ایران‌شناسی                 | ۱۳۸۴       | بنیاد موقوفات دکتر محمود افشار                             | شامل ۲۲ جلد کتاب-به کوشش ایرج افشار |
| ریاض الفردوس خانی                                                          | .                          | ۱۳۸۵       | بنیاد موقوفات دکتر محمود افشار                             | |
| معرفت فلاحت                                                                | .                          | ۱۳۸۶       | میراث مکتوب                                                | اثر مولانا عبدالعلی بیرجندی - به کوشش ایرج افشار |
| نادره‌کاران                                                                 | .                          | ۱۳۹۸       | بنیاد موقوفات دکتر محمود افشار                             | سوگ‌نامه ناموران فرهنگی و ادبی (۱۳۰۴-۱۳۸۹)- ویراست دوّم در ۲ جلد |

## فهرست‌نگاری
- ۱۳۴۳ -  فهرست نگاری مجموعه کتاب‌های چاپی فارسی دانشگاه هاروارد، به مدت هفت ماه

## مقاله‌ها

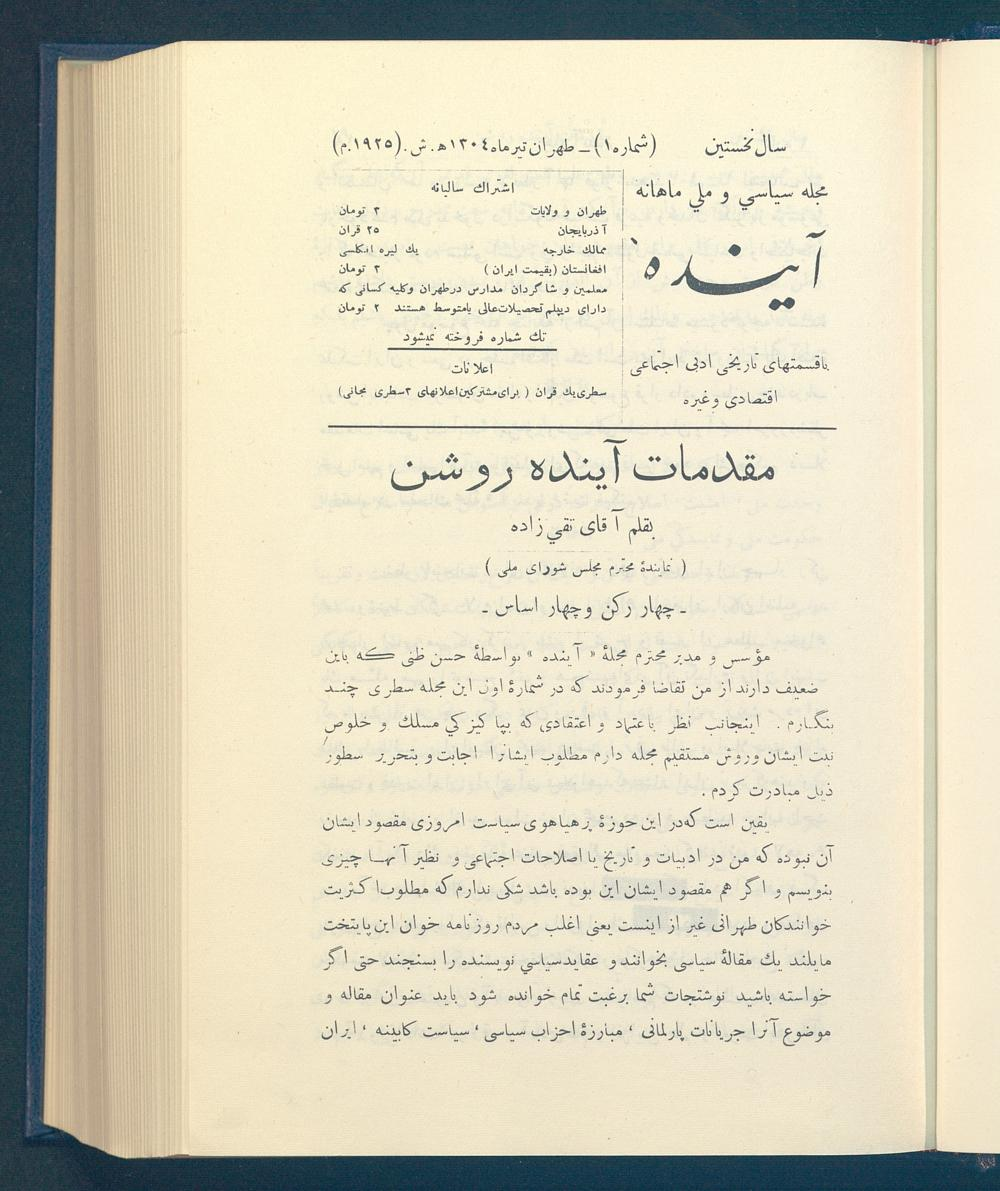
مجله آینده

- ۱۳۴۲ - مجموعه مقالات تحقیقی خاورشناسی، اهدا به پروفسور آنری ماسه
- ۱۳۴۲ - نگارش و نشر مقاله‌هایی در نشریه سازمان دانشجویان ایرانی در آمریکا